# Fune o amu
Pour l’article homonyme, voir The Great Passage (série télévisée d'animation).
Pour plus de détails, voir Fiche technique et Distribution.
Fune o amu (舟を編む) est un film japonais réalisé par Yūya Ishii et sorti en 2013. 
Le film met en vedette Ryuhei Matsuda dans le rôle d'un éditeur de dictionnaire. Il s'agit d'une adaptation du roman homonyme best-seller de Shion Miura.
Il est sélectionné pour représenter le Japon aux Oscars du cinéma 2014 dans la catégorie meilleur film en langue étrangère mais n'a pas été repris dans la « short list ».
Une version animée de onze épisodes, intitulée internationalement The Great Passage, est produite par le studio Zexcs et diffusée au Japon entre octobre 2016 et décembre 2016 sur Fuji TV, dans la case-horaire noitaminA.

## Synopsis
Mitsuya, un peu nerd, fait le métier de ses rêves : éditeur de dictionnaires. Un jour, il rencontre la petite-fille de sa propriétaire et tente, maladroitement, de lui faire la cour.

## Fiche technique
- Titre original : 舟を編む (Fune o amu?)
- Réalisation : Yūya Ishii
- Scénario : Kansaku Watanabe, d'après le roman The Great Passage de Shion Miura
- Photographie : Junichi Fujisawa
- Musique : Takashi Watanabe
- Pays d’origine :  Japon
- Langue originale : japonais
- Genre : Drame
- Durée : 133 minutes
- Dates de sortie :
  - Hong Kong : 25 mars 2013 (Festival international du film de Hong Kong)
  - Japon : 13 avril 2013[3]

## Distribution
- Ryūhei Matsuda : Mitsuya Majime
- Aoi Miyazaki : Kaguya Hayashi
- Joe Odagiri : Masashi Nishioka
- Kaoru Kobayashi : Kohei Araki
- Gō Katō : Tomohiro Matsumoto
- Haru Kuroki : Midori Kishibe
- Misako Watanabe : Take
- Chizuru Ikewaki : Remi Miyoshi
- Shingo Tsurumi : Murakoshi
- Hiroko Isayama : Kaoru Sasaki
- Kaoru Yachigusa : Chie Matsumoto
- Kazuki Namioka : l'éditeur
- Kumiko Asō : l'actrice

## Distinctions

### Récompenses
- Festival du film de Yokohama 2013 : nouveau talent
- Prix Mainichi du meilleur film 2013
- Nikkan Sports Film Award 2013 : meilleur film
- Prix Kinema Junpō des lecteurs[4]

### Nominations
- Festival international du film de Hong Kong 2013
- Asia-Pacific Film Festival 2013
- Festival international du film de Seattle 2013
- Festival international du film de Vancouver 2013
- Festival du film de Londres 2013
- Festival international du film de Palm Springs 2014

## Divers
- Repris en anime en 2016.